# Антунеш, Амару
Амару Мануэл Рапозу Антунеш (порт. Amaro Manuel Raposo Antunes; род. 27 ноября 1990, Вила-Реал-ди-Санту-Антониу, Португалия) — португальский профессиональный шоссейный велогонщик, выступающий за команду мирового тура «CCC Team».

## Достижения
2007
3-й Чемпионат Португалии - Индивидуальная гонка (юниоры)
2008
1-й  Чемпион Португалии - Групповая гонка (юниоры)
1-й  Чемпион Португалии - Индивидуальная гонка (юниоры)
2009
1-й — Этап 3 Tour de Palencia
2011
1-й — Этап 5 Toscane-Terre de cyclisme
2012
3-й Чемпионат Португалии — Индивидуальная гонка U23
2014
9-й Вольта Португалии — Генеральная классификация
2015
2-й Grand Prix Abimota
10-й Вольта Португалии — Генеральная классификация
2016
6-й Вольта Португалии — Генеральная классификация
7-й GP Beiras e Serra da Estrela — Генеральная классификация
10-й Вольта Алгарви — Генеральная классификация
2017
1-й  Трофей Хоаким Агостиньо — Генеральная классификация
1-й  — Очковая классификация
1-й  — Горная классификация
1-й  — Комбинированная классификация
1-й — Этап 2
1-й Classica da Arrábida
1-й — Пролог Grand Prix Jornal de Notícias
2-й Вольта Португалии — Генеральная классификация
1-й  — Горная классификация
1-й — Этап 9
5-й Вольта Алгарви — Генеральная классификация
1-й — Этап 5
2018
1-й  Tour of Małopolska — Генеральная классификация
1-й — Этап 3
2-й Джиро дель Аппеннино
10-й Вуэльта Валенсии — Генеральная классификация
2019
8-й Вольта Алгарви — Генеральная классификация